# Миськів Павло Петро
о. Павло́ Ми́ськів (хресне ім'я Петро́; 12 серпня 1911, Слободниця, Славонія — 30 вересня 1984, Рим) — український церковний діяч, священник-василіянин, проповідник, педагог, протоархимандрит Василіянського Чину святого Йосафата (1953—1963).

## Життєпис

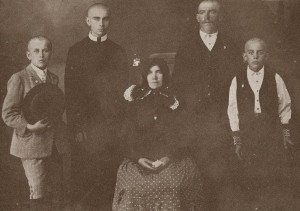
Брати Петро, Гавриїл і Володимир Миськів з мамою та вітчимом

Народився в місцевості Слободниця в історичній області Славонія, яка в тому часі була частиною Австро-Угорської імперії, а тепер Хорватії. Його батько Гавриїл (1880—1918) походив із с. Чабарівка Гусятинського повіту, а мати Катерина Назарук (1879—1959) — з Цеблова, Сокальського повіту. Мав двох братів і двох сестер: Гавриїла в ЧСВВ — о. Христофора (1905—1973), Володимира, Ганну і Марію (1908—1922).

### Навчання
Після закінчення початкової школи 1922 року, навчався в реальній гімназії в Славонському Броді. 22 липня 1926 року вступив до Василіянського Чину на новіціят в Мукачеве, куди чотири роки перед ним вступив його старший брат Гавриїл. 5 березня 1928 року склав перші монаші обіти і виїхав до Крехівського монастиря в Галичині, де закінчив перший рік гуманістики, який відповідав тоді 5 класові гімназії. Два наступні роки гуманістики і риторики навчався в Лаврівському монастирі, де також приватно від товаришів вивчав угорську мову. В 1930—1932 роках вивчав філософію в монастирі св. Онуфрія в Добромилі. Під час студій філософії приватно вивчав французьку мову. Під час богословських студій (1932—1934) в Кристинопільскому монастирі вивчав також італійську мову. В Кристинополі 15 лютого 1933 року склав вічні обіти, а 21 листопада прийняв дияконські свячення. 26 серпня 1934 року в Крехові прийняв священничі свячення з рук Перемишльського єпископа Йосафата Коциловського. Третій рік богослов'я вже як священик довершив у Жовківському монастирі і 17 серпня 1935 року з відзнакою склав мігістерський іспит з цілого богослов'я. Дописував до часопису «Місіонар» і переклав з французької мови книжку о. Йосифа Схрайверса «Добра Воля».

### Викладацька та душпастирська праця
Був професором філософії для василіянських студентів у Добромилі (1935—1936) та Кристинополі (1936—1939). Під час професури в Добромилі переклав з німецької мови книжку о. Шерера «Чому люблю свою Церкву?», яка вийшла друком перед самою війною, але весь наклад її пропав. У Кристинополі переклав з хорватської мови книжку «Соняшними стежками», дописував рецензії до журналу «Добрий Пастир», дав 12 серій реколекцій. На початку 1939 року виїхав до м. Оломоуц в Моравії на духівника і професора семінарії, яку там примістив апостольський адміністратор тієї частини Мукачівської єпархії, яка відійшла до Чехословаччини, єпископ Діонізій Няраді. Отець Павло прибув туди 9 березня 1939 року, а вже 14 березня ціле Закарпаття зайняли угорські війська і він змушений був вертатися до Галичини (17 квітня приїхав до Лаврова). 23 вересня 1939 року з тридцятьма богословами і п'ятьма професорами виїхав через Перемишль до Оломоуца, де римо-католицький архієпископ Леопольд Пречан прийняв їх усіх до своєї семінарії. Завдяки знайомствам з різними прелатами та єпископами, постарався про стипендії на прожиття для студентів-василіян. З 13 грудня 1940 року — архимандричий делегат з правами протоігумена для всіх василіян в Протектораті Чехії і Моравії та Австрії. З 20 січня 1941 року — в Празі. Коли 29 січня 1943 року німецька влада примусово загнала всіх васиіліян на вугільні шахти в Моравській Остраві, знову ж завдяки знайомствам о. Павла Миськіва, всі незабаром були звільнені, щоправда за умови виїзду з Протекторату. Сам о. Миськів, маючи хорватський паспорт, залишився в Празі, де пробув аж до 1946 року як капелан українських студентів. Допоміг багатьом священникам і сестрам-монахиням із виробленням документів для виїзду на Захід.

### У Римі

Отці Христофор (ліворуч) і Павло Миськів (праворуч) у Трієсті (1950 р.)

26 червня 1946 року виїхав до Риму обняти уряд протоконсультора Василіянського Чину, а 8 грудня апостольський візитатор українців греко-католиків у Західній Європі єпископ Іван Бучко призначив його своїм генеральним вікарієм і ці обов'язки він виконував аж до вибору на протоархимандрита (1953). Відразу після виїзду з Праги о. Павла Миськіва включили до підсудних на показовому процесі, на якому його визнано «важливим провідником бандерівців» і 13 грудня 1948 року заочно засуджено на довгі роки в'язниці. Під час довготермінових генеральних візитацій, які здійснював генеральний вікарій о. Гліб Кінах Чином фактично управляв о. Миськів. З 1949 року — другий генеральний консультор і економ. Коли в 1948 році в Римі було засноване василіянське видавництво і почала налагоджуватись науково-видавнича праця, зокрема випуски перших томів «Записок Чину святого Василія Великого», надавав повну моральну і матеріальну підтримку цій справі.

### Головний настоятель Василіянського Чину
Після смерті архимандрита Теодосія Галущинського (31 серпня 1952) на найближчій капітулі 28 лютого 1953 року обраний архимандритом — головним настоятелем Василіянського Чину, приймаючи пізніше за рішенням цієї ж капітули давній титул — протоархимандрита. На уряді протоархимандрита відбув чотири канонічні візитації, дбав про добрий вишкіл і спеціалізацію в усіх ділянках молодих василіянських священиків, у 1960 році придбав для Генеральної курії Чину новий осідок на Авентинському пагорбі в Римі — монастир Христа Царя. Наприкінці каденції у 1962—1963 роках брав участь у першій сесії Другого Ватиканського собору, згідно з тодішнім канонічним правом як повноправний член — нарівні з усіма єпископами.
В 1963 році, коли протоархимандритом був обраний о. Атанасій Великий, о. Миськів став протоконсультором, прокуратором і генеральним економом. На наступній Генеральній капітулі 1976 року знову увійшов до головної управи Чину як третій консультор, прокуратор і економ (звільнився за власним проханням 1979 року).
Помер в Римі 30 вересня 1984 року. Похований у василіянській крипті на римському цвинтарі «Кампо Верано».

### Характеристика
Отець Павло Миськів був надзвичайно талановитим: мав чудову пам'ять і бистрий розум, був хорошим професором і проповідником. Відзначався організаторським здібностями, які супроводжувалися багатою винахідливістю та невичерпною енергією, був дуже товариським, завдяки чому з легкістю заводив нові знайомства, які були особливо корисними у воєнні роки та в період післявоєнної реорганізації Чину. Належав до найвизначніших членів Василіянського Чину.